# Айола (Канзас)
Айола (англ. Iola, /aɪˈoʊlə/) — город в штате Канзас (США). Административный центр округа Аллен. В 2020 году в городе проживали 5396 человека.

## Географическое положение
По данным Бюро переписи населения США Айола имеет общую площадь в 12,3 км². Город расположен на восточном берегу реки Неошо между плато Озарк и холмами Флинта. Вблизи Айолы находятся месторождения природного газа. Через город проходят тропы Прери-Спирит, Саутвинд-Рейл, Лихай-Портленд и Мопак.
Через город проходят шоссе:
- US 54 (англ. U.S. Route 54)
- US 169 (англ. U.S. Route 169).

## История
В январе 1859 года группа поселенцев запланировали основание нового города — административного центра округа Аллен. Город назвали Айола в честь жены поселенца Дж. Ф. Колборна, построившего первый каркасный дом в этом районе. В 1860 году два небольших магазина переехали из Кофачика в Айолу. Вскоре появились галантерейный и продуктовый магазины и аптека. В 1865 году Айола стала резиденцией округа Аллен. Вскоре были построены гидроэлектростанция и электростанция. В первых десятилетиях XX века месторождения природного газа начали истощаться, что вынудило многие предприятия города (например, металлургические заводы) уйти на более богатые месторождения. В 1970-х и 1980-х годах компании Thompson Poultry Company и цементный завод пришли в упадок, однако открылись новые предприятия, такие как Gates Rubber Company, Haldex и Russell Stover’s Candies.

## Население
| Год переписи | Нас. |  | %±     |
| ------------ | ---- |  | ------ |
| 1880         | 1096 |  | —      |
| 1890         | 1706 |  | 55,7%  |
| 1900         | 5791 |  | 239,4% |
| 1910         | 9032 |  | 56%    |
| 1920         | 8513 |  | −5,7%  |
| 1930         | 7160 |  | −15,9% |
| 1940         | 7244 |  | 1,2%   |
| 1950         | 7094 |  | −2,1%  |
| 1960         | 6885 |  | −2,9%  |
| 1970         | 6493 |  | −5,7%  |
| 1980         | 6938 |  | 6,9%   |
| 1990         | 6351 |  | −8,5%  |
| 2000         | 6302 |  | −0,8%  |
| 2010         | 5704 |  | −9,5%  |
| 2020         | 5396 |  | −5,4%  |

В 2020 году в городе проживало 5396 человек (48,5 % мужчин и 51,5 % женщин), насчитывалось 2679 домашних хозяйств. Население Айолы по возрастному диапазону распределилось следующим образом: 22,6 % — жители младше 18 лет, 58,6 % — от 18 до 65 лет и 18,8 % — в возрасте 65 лет и старше. Медианный возраст — 36,0 лет. Расовый состав: белые — 86,7 %, афроамериканцы — 2,6 % и представители двух и более рас — 7,0 %. Высшее образование имели 19,3 %.
В 2020 году медианный доход на домашнее хозяйство оценивался в 41 563 $, на семью — 53 889 $. 21,1 % от всей численности населения находилось на момент переписи за чертой бедности. 67,1 % работали в частных компаниях, 3,1 % — самозанятые, 7,4 % были сотрудниками частных некоммерческих организаций, 20,7 % были государственными служащими, 1,7 % были самозанятыми в собственном незарегистрированном бизнесе или домашнем хозяйстве.